# کاظم اولایگبه
کاظم اولایگبه (انگلیسی: Kazeem Olaigbe؛ زادهٔ ۲ ژانویهٔ ۲۰۰۳) بازیکن فوتبال اهل بلژیک است که در حال حاضر برای باشگاه فوتبال سرکل بروژ بازی می‌کند.
از باشگاه‌هایی که در آن بازی کرده‌است می‌توان به باشگاه فوتبال راس کانتی اشاره کرد.

## زندگی شخصی
اولایگبه در بلژیک از اصالتی نیجریه‌ای زاده شده‌است و توانایی بازی برای تیم ملی فوتبال نیجریه و تیم ملی فوتبال بلژیک را دارد.

## دوران ملی
وی همچنین در تیم‌های ملی فوتبال زیر ۱۷ سال بلژیک، زیر ۱۸ سال بلژیک، زیر ۱۹ سال بلژیک، زیر ۲۰ سال بلژیک و زیر ۲۱ سال بلژیک بازی کرده‌است.

## دوران باشگاهی

### رده پایه
اولایگبه پیش از پیوستن به ساوت‌همپتون فوتبال باشگاهی خود را در رده پایه از باشگاه فوتبال اندرلشت آغاز کرد.

### ساوت‌همپتون
در ۱۵ فوریه ۲۰۲۲، اولایگبه قرارداد خود را با ساوت‌همپتون تا ژوئن ۲۰۲۴ تمدید کرد.

#### راس کانتی (قرضی)
در ۲۷ ژوئن ۲۰۲۲، اولایگبه به صورت قرضی یک فصل به باشگاه فوتبال راس کانتی پیوست. در ۱۶ ژوئیه ۲۰۲۲، اولایگبه اولین بازی حرفه‌ای خود را برای راس کانتی در جام اتحادیه اسکاتلند در پیروزی ۱–۱ (۳–۴ پنالتی) مقابل باکی تیستل انجام داد و به عنوان یار تعویضی به جای اوورا ادواردز در دقیقه ۶۶ وارد زمین شد. ده روز بعد، اولایگبه اولین بازی حرفه ای خود را برای باشگاه در پیروزی ۲–۰ مقابل باشگاه فوتبال الوآ اتلتیک در جام اتحادیه اسکاتلند آغاز کرد و یک پاس گل برای جاش سیمز ارائه کرد.

#### هروگیت تاون (قرضی)
اولایگبه در ۳۱ ژانویه ۲۰۲۳ به باشگاه فوتبال ساوت‌همپتون بازگشت. در همان روز، او به صورت قرضی تا پایان فصل به تیم لیگ دویی هاروگیت تاون پیوست.

### سرکل بروژ
در ۲۹ اوت ۲۰۲۳، اولایگبه به باشگاه فوتبال سرکل بروژ از لیگ برتر فوتبال بلژیک ملحق شد.